# Alla är äldre än jag
Alla är äldre än jag är en svensk dokumentärfilm från 2012 i regi av  Martin Widerberg.
Filmen påbörjades av Martin Widerbergs far Bo Widerberg, men färdigställdes aldrig. Den handlade ursprungligen om Bo Widerbergs far, konstnären Arvid Widerberg, men kom i Martin Widerbergs händer istället att bli en dokumentärfilm över tre generationer, där såväl han själv som hans far och farfar porträtteras.
Alla är äldre än jag producerades av Christina Erman Widerberg och distribueras av Folkets Bio AB. Filmen innehåller material från spelfilmerna Barnvagnen (1963), Kvarteret Korpen (1963), Elvira Madigan (1967) och Ådalen 31 (1969). Musiken komponerades av Magnus Jarlbo och Martin Widerberg och filmen klipptes av Åsa Mossberg, Martin Widerberg, Christina Erman Widerberg och Erik Bäfving. Den premiärvisades 2 november 2012 och visades av Sveriges Television 1 mars 2013. Den 10 mars samma år visades den på Tempo dokumentärfestival i Stockholm.

## Mottagande
Filmen fick ett blandat mottagande och har medelbetyget 3,3/5 (baserat på 15 omdömen) på Kritiker.se, som sammanställer recensioner av bland annat filmer. Mest positiva var Dagens Nyheter (4/5), Helsingborgs Dagblad (4/5), Metro (4/5), Svenska Dagbladet (4/6) och Sydsvenskan (4/6). Mest negativa var Aftonbladet (2/5), Göteborgs-Posten (2/5) och Kulturnyheterna (2/5).

## Musik
- "Konzert für Klavier und Orchester Nr 21 C-dur K. V. 467" av Wolfgang Amadeus Mozart
- "Les Aventures d'Antoine Doinel" av Jean Constantin
- "Concerto Nr. 2 in D-dur für zwei Trompeten, Solovioline" av Antonio Vivaldi
- "Conzerto G-moll opus 9 nr 8" av Tomaso Albinoni